# Dual Core (programma radiofonico)
Dual Core era un programma musicale in onda su Radiom2o condotto da Dino Brown. La regia e la miscelazione dei brani erano curate da Alberto Remondini.

## Storia
Il programma, nato nel 2006, basava il proprio titolo sulla sua originaria doppia natura che comprendeva una playlist di brani di musica Dance anni 90 contrapposta ad una playlist di musica black.
Nel corso della stagione 2011-2012, il format di Dual Core è stato rivisitato, lasciando si la musica dance anni 90 come suo elemento cardine ma introducendo allo stesso tempo la formula degli interventi parlati grazie alla presenza di Dino Brown.
Dual Core andava in onda dal lunedì al venerdì dalle 17:00 alle 18:00.

## Spin-off
Nel corso del tempo, Dual Core è diventato parte del titolo di altri contenitori musicali tematici di m2o:
- Dual Core - Happy Edition (si occupa di happy music, in onda dal 2007 al 2019, con Dj Osso)
- Dual Core M90: gli anni 90 visti da Molella (solo 2009)
- Dual Core On Demand: versione di Dual Core realizzata con le richieste degli ascoltatori (2009-2010)
- Dual Core Anni 80: si occupa di sola musica proveniente dagli anni 80 e mixata da Dj Osso (trasmesso fino al 2019)